# ابیس (مجموعه تلویزیونی)
ابیس (به کره‌ای: 어비스; لاتین‌نویسی اصلاح‌شده: Eobiseu; انگلیسی: Abyss) یک مجموعهٔ تلویزیونی کره جنوبی محصول سال ۲۰۱۹ با بازی آن هیو-سوپ، پارک بو-یونگ و لی سونگ-جه است. این مجموعه از ۶ مه تا ۲۵ ژوئن ۲۰۱۹، دوشنبه و سه‌شنبه‌ها ساعت ۲۱:۳۰ (کی‌اس‌تی) از تی‌وی‌ان پخش شد.

## بازیگران

### اصلی
- پارک بو-یونگ در نقش گو سه-یون (پس از تناسخ)/لی می-دو (قبل از جراحی پلاستیک)[۴][۵]
  - کیم سا-رانگ در نقش گو سه-یون (قبل از مرگش)[۶]
  - لی سو-مین در نقش جوانی گو سه-یون
- آن هیو-سوپ در نقش چا مین[۴][۷]
  - آن سه-ها در نقش چا مین (قبل از مرگش)[۸]
  - یانگ هان-یول در نقش جوانی چا مین
- لی سونگ-جه در نقش اوه یونگ-چول / اوه سونگ-چوا[۹]

## تولید
اولین جلسهٔ فیلم‌نامه خوانی در فوریه ۲۰۱۹ در سانگام-دونگ، سئول، کره جنوبی انجام شد.